# 部分環
数学における部分環（ぶぶんかん、英: subring）は、環 R の部分集合 S で、R の加法と乗法をそこに制限するときそれ自身が環となり、かつ R の単位元を含むものを言う。単位元を持つことを仮定しない場合には、R の演算の制限で S が環を成すことのみを以って部分環を定義する（この場合も自動的に S は R の加法単位元を含む）。後者は前者よりも弱い条件であり、例えば任意のイデアルは（たとえ乗法的単位元を持つ環においても）後者の意味の部分環になる（この部分環が、もとの環とは異なる乗法単位元を持つ場合もあり得る）。（本項で扱う）単位元の存在を定義に含める場合には、R の部分環となるようなイデアルは R 自身に限る。

## 定義といくつかの事実
環 (R, +, ∗, 0, 1) の部分環とは、R の部分集合 S で環構造を保存するものを言う。即ち (S, +, ∗, 0, 1) は環であり S ⊆ R を満足する。同じことだが、加法群 (R, +, 0) の部分群かつ乗法モノイド (R, ∗, 1) の部分モノイドとなるものということもできる。
整数環 Z およびその剰余類環 Z/nZ は、それ自身以外の（単位元を共有する）部分環を持たない。
任意の環は、適当な非負整数 n に対する環 Z/nZ に同型な、最小の部分環をただ一つ持つ。ただし、この場合整数環 Z は n = 0 に対応するものとする（Z は Z/0Z に同型）。
部分環判定法は、任意の環 R に対して、R の部分集合が部分環となるのはそれが R の加法単位元を含み、かつ減法と乗法に関して閉じている場合に限ることを述べる。
例として、整数環 Z は、実数体 R の部分環であり、また多項式環 Z[X] の部分環でもある。

## 生成された部分環
環 R に対し、R の任意個数の部分環の交わりはまた R の部分環となる。従って、R の任意の部分集合 X に対し、X を含む部分環すべての交わり S は X を含む R の部分環となる。この部分環 S は X を含む R の部分環のうち最小のものである（ここで「最小」であるというのは、T が X を含む R の部分環ならば必ず S が T に含まれることを意味する）。この部分環 S を X によって生成された R の部分環という。S = R となるとき、環 R は X で生成されるという。

## イデアルとの関係
真のイデアルは、R の加法について閉じた部分集合で、R の元による左および右からの乗法に関して閉じているようなものである。
環の定義から単位元を持つという仮定を落として考える場合には、部分環は空でなく環構造を保ちさえすればいいのであるから、任意のイデアルは部分環になる。イデアルはその環構造に関する乗法単位元（もとの環の単位元とは異なる）を持つ場合も持たない場合もあり得る。
- 成分ごとの加法と乗法を持つ環 Z × Z = {(x,y) | x,y ∈ Z} のイデアル I = {(z,0) | z ∈ Z} は乗法単位元 (1,0) を持つがこれはもとの環 Z × Z の単位元 (1,1) とは異なる。つまり、I は単位的環で Z × Z の「非単位的部分環」だが「単位的部分環」ではない。
- 整数環 Z の真のイデアルは乗法単位元を持たない。

## 可換部分環による説明
環を、それが含む可換部分環がどのようなものであるかによって調べることができる。
- 四元数環 H はただ一つの平面的部分環として複素数平面を含む。
- 分解型四元数（英語版）環は三種類の平面的部分環（二重数平面、分解型複素数平面、通常の複素数平面）を持つ。
- 3 × 3 実行列環は単位行列と位数 3 の冪零行列 ε (つまり、εεε = 0 だが εε ≠ 0) で生成される部分環を持つ。例えばハイゼンベルク群は、そのような冪零生成された 3 × 3 行列行列の部分環ふたつの結びとして実現することができる。